# 皇家戦士
『皇家戦士』（こうかせんし、原題：皇家戰士）は、1986年制作の香港のアクション映画。
ミシェール・キング（現：ミシェル・ヨー）主演のレディ・アクション映画『レディ・ハード 香港大捜査線（原題：皇家師姐）』に続く皇家師姐シリーズの第2作目として制作された。真田広之が共演。

## あらすじ
香港警察の美人刑事ミッシェルは、東京で久し振りの休暇を楽しんでいたところ、原宿でヤクザの殺し屋に追われている若者に遭遇、殺し屋を倒して彼を助けた。
翌日、ミッシェルは香港に帰るため飛行機に乗るが、同じ飛行機には香港警察が指名手配中の「殺人兵団」のロイ・リー、美人に目がなく少々お調子者の航空警察のマイケル、無口な日本人青年が同乗していた。すると、「殺人兵団」のウォン・ホンが飛行機をハイジャックしてしまう。ミッシェルは1人応戦していると、日本人青年が彼女に加勢し、「殺人兵団」の2人を倒した。その日本人青年は山本という元警視庁の敏腕刑事で、妻と幼い娘の3人で平和な生活を送ろうと香港に向かう途中だった。
香港到着後、彼らは一躍英雄に祭り上げられるが、仲間を殺された「殺人兵団」の首領スランダーとガウは復讐を決意する。一味は手始めに山本の妻子を彼の目の前で爆殺、さらにマイケルを捕らえてビルに吊り下げ、ミッシェルを誘い出す。危険を承知でやって来たミッシェルを救うため、マイケルは自らロープを切ってビルから落下して死んだ。スランダーはマイケルの墓を暴いて棺を盗み、ミッシェルと山本を誘き出す。
愛する家族や仲間を殺されたミッシェルと山本は復讐の鬼と化し、「殺人兵団」との壮烈な戦いが始まる。

## キャスト
| 役名                           | 俳優                         | 日本語吹替 |
| 役名                           | 俳優                         | TBS版      |
| ------------------------------ | ---------------------------- | ---------- |
| ミッシェル刑事（葉青）         | ミシェール・キング（楊紫瓊） | 勝生真沙子 |
| 山本                           | 真田広之                     | 真田広之   |
| マイケル・ウォン刑事（王兆文） | マイケル・ウォン（王敏德）   | 井上和彦   |
| スランダー                     | パイ・イン（白鷹）           | 秋元羊介   |
| 山本夕紀子                     | 仁和令子                     | 井上喜久子 |
| ブラッキー / ガウ              | デヴィッド・ラム（林威）     | 大塚明夫   |
| ハーベイ / ロイ・リー          | チャーリー・チャン（陳惠敏） | 吉水慶     |
| ウォン・ホン                   | カム・ヒンイン（金興賢）     | 津田英三   |
| ラウ・チーシン署長（劉志誠）   | ケネス・ツァン（曾江）       | 宮田光     |
| ロク刑事                       | 陳敬                         |            |
| ロイを護送する刑事             | チョン・プイ（秦沛）         |            |
| 記者                           | デニス・チャン（陳國新）     |            |
| 飛行機の乗客                   | チェン・マンハ（鄭孟霞）     |            |
| 銃の売人                       | エディ・メイハー（馬愛迪）   |            |
| ディスコ“カリフォルニア”の客   | ホイ・シウホン（許紹雄）     |            |
| ディスコ“カリフォルニア”の客   | ウー・フォン（胡楓）         |            |
| ディスコ“カリフォルニア”の客   | ロー・ラン（羅蘭）           |            |
| ディスコ“カリフォルニア”の客   | リー・サウケイ（李壽祺）     |            |
| ディスコ“カリフォルニア”の客   | メアリ・ホン（韓馬利）       |            |
| バーテンダー                   | 謝貞元                       |            |
| ヤクザの殺し屋                 | シウ・タクフー（蕭德虎)      |            |